# 한국허브협회
한국허브협회는 허브의 생산·가공·유통·관광화에 관한 상호 정보 교류 및 공동 이익증진, 허브산업의 발전을 위한 연구, 회원의 사회․문화적인 지위향상, 아로마테라피를 위한 연구 및 대중화, 허브를 통한 국민건강 증진에 기여할 목적으로 2010년 5월 6일 설립된 대한민국 농림수산식품부 소관의 사단법인이다. 사무실은 강원특별자치도 횡성군 갑천면 상대리 174-6번지에 있다.